# Предел Роша
Преде́л Ро́ша — радиус круговой орбиты спутника, обращающегося вокруг небесного тела, на котором приливные силы, вызванные гравитацией центрального тела, равны силам  самогравитации спутника.
Существование такого предела было показано в 1848 году Эдуардом Рошем, рассчитавшим такой предел для жидких спутников; на основании этого расчёта Рош предположил, что кольца Сатурна состоят из множества независимо обращающихся небольших частиц.

## Предел Роша в небесной механике и планетологии
Обычно следствием существования предела Роша называют тот факт, что спутники с нулевой собственной прочностью, обращающиеся на орбитах ниже предела Роша, неустойчивы и разрушаются приливными силами: примером такого разрушения может служить фрагментация кометы Шумейкеров — Леви-9 при её прохождении 7 июля 1992 года внутри предела Роша Юпитера.
Однако гораздо более существенным для астрофизики и планетологии является «обратный» вывод: внутри сферы с радиусом, меньшим предела Роша, невозможна гравитационная конденсация вещества с образованием единого тела (спутника): кольца Сатурна расположены внутри предела Роша и состоят, судя по всему, из материи, сохранившейся с ранних стадий формирования Солнечной системы.

## Пределы Роша для «жёсткого» и «жидкого» спутников
В приближении «жёсткого» сферического спутника, то есть при условиях пренебрежения его приливной деформацией и вращением, предел Роша {\displaystyle a_{R}} зависит от радиуса центрального тела {\displaystyle R} и отношения плотностей центрального тела {\displaystyle \rho _{M}} и спутника {\displaystyle \rho _{m}}:
{\displaystyle a_{R}=R\left(2\,{\frac {\rho _{M}}{\rho _{m}}}\right)^{1/3}\approx 1{,}26\,R\left({\frac {\rho _{M}}{\rho _{m}}}\right)^{1/3}.}
В приближении «жидкого» несферического спутника, форма которого определяется приливными силами, предел Роша увеличивается почти в 2 раза:
{\displaystyle a_{R}\approx 2{,}44\,R\left({\frac {\rho _{M}}{\rho _{m}}}\right)^{1/3}.}
Более точно, учитывая несферичность центрального тела и массу спутника,
{\displaystyle a_{R}\approx 2{,}423\,R\left({\frac {\rho _{M}}{\rho _{m}}}\right)^{1/3}\left({\frac {\left(1+{\frac {m}{3M}}\right)+{\frac {c}{3R}}\left(1+{\frac {m}{M}}\right)}{1-{\frac {c}{R}}}}\right)^{1/3},}
где c — разность радиусов центрального тела на экваторе и полюсе.

## Отношение радиусов орбит к пределам Роша для спутников планет Солнечной системы
Все сколько-нибудь крупные спутники планет Солнечной системы имеют радиусы орбит, превышающие соответствующие им пределы Роша, хотя, как видно из таблицы, многие спутники имеют радиусы орбиты меньше соответствующих пределов Роша для «жидкого» спутника.
| Центральное тело | Спутник  | Радиусы орбит и пределы Роша | Радиусы орбит и пределы Роша |
| Центральное тело | Спутник  | «жёсткий»                    | «жидкий»                     |
| ---------------- | -------- | ---------------------------- | ---------------------------- |
| Солнце           | Меркурий | 104:1                        | 54:1                         |
| Земля            | Луна     | 41:1                         | 21:1                         |
| Марс             | Фобос    | 172 %                        | 89 %                         |
| Марс             | Деймос   | 451 %                        | 233 %                        |
| Юпитер           | Метида   | 186 %                        | 93 %                         |
| Юпитер           | Адрастея | 220 %                        | 110 %                        |
| Юпитер           | Амальтея | 228 %                        | 114 %                        |
| Юпитер           | Фива     | 260 %                        | 129 %                        |
| Сатурн           | Пан      | 174 %                        | 85 %                         |
| Сатурн           | Атлас    | 182 %                        | 89 %                         |
| Сатурн           | Прометей | 185 %                        | 90 %                         |
| Сатурн           | Пандора  | 185 %                        | 90 %                         |
| Сатурн           | Эпиметей | 198 %                        | 97 %                         |
| Уран             | Корделия | 155 %                        | 79 %                         |
| Уран             | Офелия   | 167 %                        | 86 %                         |
| Уран             | Бьянка   | 184 %                        | 94 %                         |
| Уран             | Крессида | 192 %                        | 99 %                         |
| Нептун           | Наяда    | 140 %                        | 72 %                         |
| Нептун           | Таласса  | 149 %                        | 77 %                         |
| Нептун           | Деспина  | 153 %                        | 78 %                         |
| Нептун           | Галатея  | 184 %                        | 95 %                         |
| Нептун           | Ларисса  | 220 %                        | 113 %                        |